# Honorio Machado
Pour les articles homonymes, voir Machado.
Machado  Pérez est un nom espagnol. Le premier nom de famille, en général paternel, est Machado ; le second, en général maternel, souvent omis, est Pérez.
Honorio Rafael Machado Pérez, né le 26 juillet 1982 à Quibor, est un coureur cycliste vénézuélien. 

## Palmarès sur route

### Palmarès par années
- 2002
  -  Champion du Venezuela sur route espoirs
  - 1re étape du Tour du Zulia
- 2003
  - 7ea étape du Tour du Venezuela
  - Tour du Zulia :
    - Classement général
    - 1re et 2ea étapes
- 2004
  - 4e étape du Tour du Táchira
  - Trofeo Industria Commercio Artigianato di Vigonza
  - Trofeo Opel Vighini
- 2005
  - Gran Premio Città di Venezia
  - Mémorial Carlo Valentini
  - Mémorial Vincenzo Mantovani
  - Medaglia d'Oro Fiera di Sommacampagna
  - Medaglia d'Oro Città di Villanova
  - 3eb étape de la Vuelta a Sucre
  - 3e étape du Tour du Zulia
  - 2e de Vicence-Bionde
- 2007
  - 3e de Paris-Bruxelles
- 2008
  - 11e et 14e étapes du Tour du Venezuela
- 2009
  -  Champion du Venezuela sur route
  - 6e et 10e étapes du Tour du Venezuela
  - 2e étape du Tour du Lara
  - Gran Premio Alto Apure
  - 1reb et 5e étapes du Tour du Zulia
- 2010
  -  Médaillé d'or de la course en ligne aux Jeux d'Amérique centrale et des Caraïbes
  - 5e étape du Tour du Zulia
  - 2e du Tour du Zulia
- 2011
  - 4e étape du Tour du Táchira
  - Tour d'Aragua :
    - Classement général
    - 2e et 4e étapes

  - 1re et 5e étapes du Tour du Venezuela
  -  Médaillé d'or de la course en ligne aux Juegos del Alba
  - 2e étape du Tour de Chihuahua
  - 2e de la Clásico Aniversario de la Federación Venezolana de Ciclismo
  - 2e de la Copa Federación Venezolana de Ciclismo Corre por la Vida
  - 3e du Tour du Zulia
- 2013
  - Clásico Anima de Taguapire
  - 1re étape de la Ruta del Centro
  - Tour de Carúpano :
    - Classement général
    - 2e étape

  - Clásico Apertura Asociación de Monagas
  - 3e et 6e étapes du Tour du Zulia
  - 2e du Tour du Zulia
- 2014
  - 1re et 4e étapes du Tour du Paraná
  - 1re étape du Tour de Margarita
- 2015
  - 4e étape du Tour de l'État de Oaxaca
  - Coupe de la fédération vénézuélienne de cyclisme
  - 2e étape de la Clásica Santa Rita
- 2016
  - Tour du Zulia :
    - Classement général
    - 3e et 4e étapes

### Classements mondiaux
| Année            | 2005 | 2006 | 2007 | 2008 | 2009 | 2010 | 2011 | 2012 | 2013 | 2014 | 2015 |
| ---------------- | ---- | ---- | ---- | ---- | ---- | ---- | ---- | ---- | ---- | ---- | ---- |
| UCI America Tour |      |      |      | 117e | 111e | 272e | 52e  |      | 162e | 77e  | 75e  |
| UCI Europe Tour  | 525e |      | 380e | 636e |      |      |      |      |      |      |      |

## Palmarès sur piste

### Jeux d'Amérique centrale et des Caraïbes
- San Salvador 2002
  -  Médaillé de bronze de la course aux points.